# تفجيرات إدلب (أبريل 2016)
تفجيرات إدلب (أبريل 2016) هي غارتان جويتان منفصلتان على أسواق في بلدتي معرة النعمان وكفرنبل اللتين كانت تسيطر عليهما قوات المعارضة السورية في محافظة إدلب شمال سوريا. أسفرت الغارتان عن مقتل أكثر من 40 مدنيًّا ووصفها المرصد السوري لحقوق الإنسان بأنها مجزرة.